# 乔司站 (中国铁路)

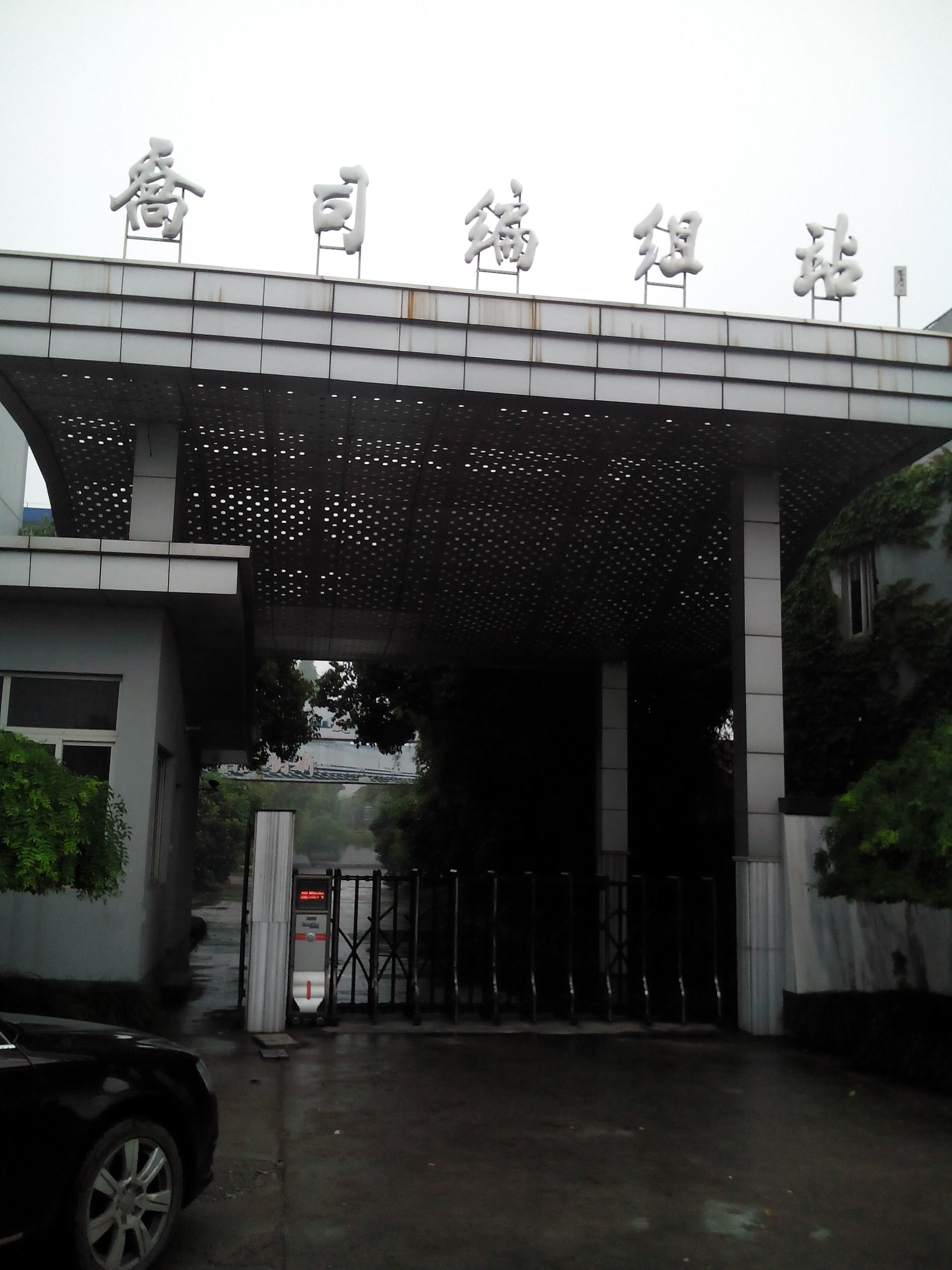
乔司编组站

乔司站是一个沪昆铁路上的铁路车站，位于浙江省杭州市临平区（原余杭区）乔司街道，建于1992年，1994年投入试运营，1996年正式投入使用。
乔司站地处铁路沪昆线、宣杭线、萧甬线等线路的交汇处，目前为一等站，是杭州地区主要编组站，亦是华东地区的路网性编组站，同时也是上海铁路局管辖的直属站段。车站主要办理宣杭及沪昆铁路（沪杭、沪昆段）直达、直通、区段、摘挂列车的解体和编组作业，萧甬铁路区段、摘挂列车的解体编组作业及行包专列的中转作业，此外还负责杭州枢纽小运转列车的解体编组作业和机辆段、车辆段取送车作业。车站目前不办理客运业务，但有开行前往南星桥的路用通勤列车。

## 历史
乔司站最初于1959年11月开通，为原沪杭铁路上的会让站。在乔司编组站的规划确立后，原乔司站于1988年降级为线路所:322。

### 规划
1955年规划部门编制杭州铁路枢纽布置图，1958年12月提出于临平、乔司、三墩三个地区新建设编组站。铁道部经综合考虑后决定倾向以三墩为首选方案，但车站迟迟未建设，只能临时扩建南星桥站和艮山门站应对增长的车流。1983年国务院批准铁道部第四勘测设计院提出的杭州枢纽方案：该方案规划于潭头建设第二条钱塘江大桥并在三墩建设编组站:255。
然而在南星桥和艮山门站的扩建工程投用后两站间线路产生大量单机及小运转车流，造成铁路运能浪费和对杭州市内交通带来负面影响，同时钱塘江大桥运力已超饱和多年。因此铁道部第四设计院和大桥工程局于1984年8月提出新的杭州枢纽方案，提出珊瑚沙、潭头、四堡和老桥下游4个二桥选址和三墩、半山北和乔司三个编组站选址。浙江省人民政府、杭州市人民政府和铁道部于1985年1月12日就四堡桥位和乔司编组站方案达成一致，并于1986年10月纳入铁道部“中取华东”工程项目:256。

### 建设
1992年9月，铁道部决定兴建乔司编组站，总投资8亿元。1993年2月份，余杭县人民政府开始组织协调星桥、乔司、临平等有关镇乡进行征地、拆迁及劳力安置等工作。共征用土地140公顷，拆迁房屋2200平方米，安排农转非劳动力1300人。是年8月，乔司编组站工程正式开工。
乔司编组站边建设边投用。由于钱江二桥已于1991年底通车、且宣杭铁路亦即将于1994年6月通车，上海铁路局决定于1994年4月1日将已建成的上行到发场用作临时直通场启用，分流部分直通列车。1995年6月1日车站上、下行外包正线和下行场建成，并于6月11日投入使用。同年10月11日起，车站开行部分浙赣线下行方向始发直通货物列车，经由钱江二桥过江:256。
1996年5月1日，乔司编组站一期工程正式建成并投入使用。乔司编组站一期工程占地面积116.81万平方米，为横列式一级三场配置，设有55股道。其中到发线16股（包括2股外包正线），编发线6股，调车线、牵出线19股，倒装线2股，机车出入线3股，其他用途线9股。站内配有东风7型柴油机车3台，东风5型柴油机车1台。

### 第一次扩建
在宣杭铁路复线化之际，乔司站于2002年7月开始扩建：于靠临平方向增建到达场，并进行驼峰自动化改造。2005年，作为宣杭铁路复线化工程一部分的北环线接入乔司站；同年11月，改造后的乔司编组站场由原横列式一级三场扩建为纵列式二级四场配置。二级四场由上行场、下行场、调车场、到达场组成。有72股道，其中到发线25股（2股外包上下行正线）、编发线8股、调车线20股、牵出线4股、倒装线2股、机车出入线3股、其他用途线10股，初步实现综合自动化。
2006年9月13日，车站站场实现电气化。

### 第二次扩建

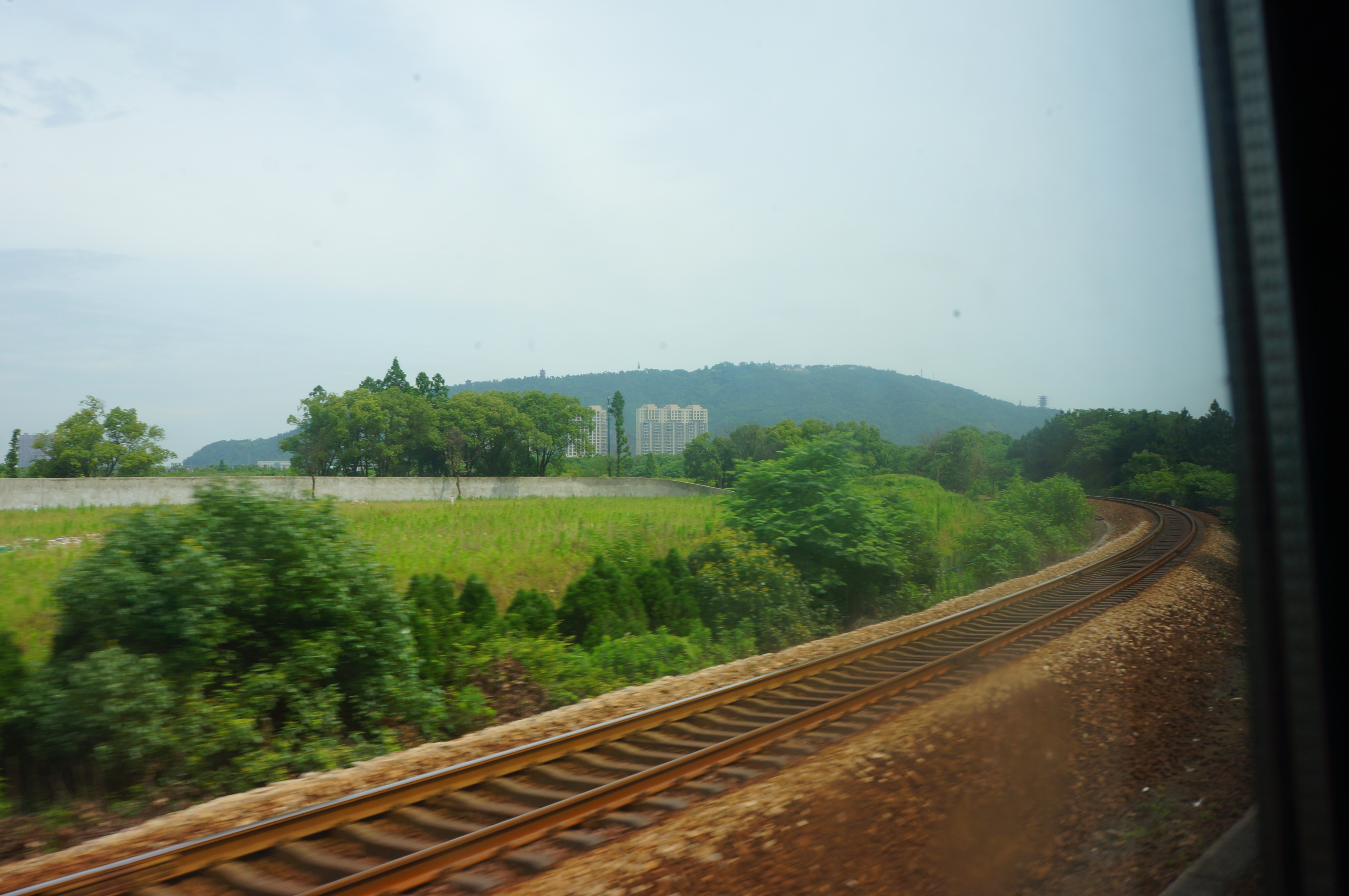
电化前的宣杭下行线

2010年1月沪杭高速铁路建设期间，车站进行了第二次扩建改造。这次改造工程新建出发场，并对调车场进行“1050”改造工程，由中铁二十四局集团浙江公司承建，于是年9月10日开通启用。改造完成后乔司站成为三级五场编组站，同时艮山门站被改建为动车运用所，艮山门站原先承担的货物列车编解作业全部转移至本站。
2017年宣杭铁路进行电气化工程期间，施工部门对乔司到达场和乔司上行到发场到发线长度延长至1050米，同时新建上行场至到达场的环到线一条和出发场和上行场的联络线一条，此外还扩建杭州机务段乔司运用车间（现杭州机辆段本部）。改造工程于2018年底完成。

## 车站结构
乔司站为三级五场规模，分别为到达场、上行场、下行场、编组场和出发场组成，连接上海、南京、合肥、金华和宁波五个方向。
上行场、下行场及编组场位于站场中部。其中下行场又称下行到发场和Ⅰ场，设有7条股道（含正线1条），办理无调中转列车及金华、洪塘乡方向及部分杭州枢纽小运转列车的始发作业，以及沪昆下行正线列车通过作业；另外开往南星桥的通勤列车亦在该场到发。上行场又称上行到发场和Ⅱ场，设有8条股道（含正线1条），办理无调中转列车及芜湖、南翔方向及部分杭州枢纽小运转列车的始发作业，以及沪昆上行正线列车通过作业；编组场又称调车场和Ⅲ场，配备双推单溜点连式自动化驼峰一座及峰下溜放线2条，设有28条股道，其中22-25道为编发线。
到达场和出发场位于编组场东西两侧。其中到达场又称为Ⅳ场，位于编组场西侧（下行）方向，设有11条股道，办理各方向货物列车到达、解体作业；出发场又称Ⅴ场，位于编组场东侧（上行）方向，设有11条股道，办理各方向货物列车始发作业。
| ←笕桥方向 | 车辆段 | 上行场 | 机辆段 | 星桥方向↗ 临平方向→ |
| ←笕桥方向 | 出发场 | 编组场 | 到达场 | 星桥方向↗ 临平方向→ |
| ←笕桥方向 | ←      | 下行场 | ←      | 星桥方向↗ 临平方向→ |

## 下辖车站
乔司站是上海铁路局的直属站段，设4个车间，辖9个车站2个线路所，承担杭州铁路枢纽货车列车解编、货物列车到发及杭州（东）站客车（动车）车底存放调车作业。
1996年5月1日，乔司直属站成立之初辖乔司编组站和临平、笕桥两个中间站。2005年3月，乔司站和原杭州铁路分局艮山门站合并为新的上海铁路局乔司站。
2009年，仓前站由嘉兴车务段划入乔司站管辖。
目前车站管辖一等站2个，即乔司站和艮山门站；二等站2个，即南星桥站及杭州北站；三等站1个，即临平站；四等站3个，即笕桥站、行宫塘站、仓前站；五等站2个，即沈家塘站、星桥站；2所即K181线路所和艮山门线路所。

## 车站周边
- 临平田圃
- 擎天半岛
- 世纪大道西